# Atletiek op de Paralympische Zomerspelen 2024 - 100 m mannen T47
De 100 meter voor mannen klasse T47 op de Paralympische Zomerspelen 2024 vond plaats van op 30 augustus in het Stade de France. Deze klasse is voor atleten met een enkele amputatie onder de elleboog of pols of een vergelijkbare handicap, met een normale functie in beide benen. Dit is een gecombineerde klasse met T45 en T46. De winnaar van 2020 was Petrucio Ferreira dos Santos Uit Brazilië. Hij werd opgevolgd door zijn landgenoot Petrúcio Ferreira, de Amerikaan Korban Best behaalde het zilver en Aymane El Haddaoui uit Marokko won de bronzen medaille.

## Records
Voorafgaand aan het toernooi waren dit de wereldrecords en Paralympische records.
| Wereldrecord        | T45    | Brazilië Yohansson Nascimento | 10.94 | Londen    | 6 september 2012 |
| Paralympisch record | T45    | Brazilië Yohansson Nascimento | 10.94 | Londen    | 6 september 2012 |
|                     |        |                               |       |           |                  |
| Wereldrecord        | T46/47 | Brazilië Petrúcio Ferreira    | 10.29 | São Paulo | 31 maart 2022    |
| Paralympisch record | T46/47 | Brazilië Petrúcio Ferreira    | 10.53 | Tokio     | 27 augustus 2021 |

## Series
De eerste drie van beide series kwalificeerden zich direct voor de finale. Van de overgebleven atleten kwalificeerden bovendien de twee snelsten zich voor de finale.

#### Serie 1
| Rang | Baan | Kl. | Naam                  | Naam | Tijd  | Bijz. |
| ---- | ---- | --- | --------------------- | ---- | ----- | ----- |
| 1    | 9    | T47 | Aymane El Haddaoui    | MAR  | 10.69 | Q,    |
| 2    | 1    | T46 | Raciel González       | CUB  | 10.74 | Q, PB |
| 3    | 7    | T47 | Kudakwashe Chigwedere | ZIM  | 10.78 | Q, PB |
| 4    | 6    | T47 | Washington Júnior     | BRA  | 10.83 | q     |
| 5    | 4    | T46 | Lucas Sousa           | BRA  | 10.84 | q     |
| 6    | 3    | T47 | Phil Grolla           | GER  | 10.94 |       |
| 7    | 5    | T47 | Luis Vásquez          | DOM  | 11.09 | PB    |
| 8    | 8    | T45 | Rayven Sample         | BRA  | 11.56 |       |
| 9    | 2    | T46 | Jutomu Kollie         | LBR  | 12.81 | PB    |

#### Serie 2
| Rang | Baan | Kl. | Naam               | Naam | Tijd  | Bijz. |
| ---- | ---- | --- | ------------------ | ---- | ----- | ----- |
| 1    | 7    | T47 | Korban Best        | USA  | 10.78 | Q, PB |
| 2    | 6    | T47 | Petrúcio Ferreira  | BRA  | 10.90 | Q     |
| 3    | 5    | T46 | Wang Hao           | CHN  | 10.90 | Q     |
| 4    | 4    | T47 | Michał Derus       | POL  | 10.92 |       |
| 5    | 1    | T46 | Fayssal Atchiba    | BEN  | 11.24 | PB    |
| 6    | 8    | T46 | Luis Fernando Lara | COL  | 11.32 | PB    |
| 7    | 9    | T47 | Yamoussa Sylla     | GUI  | 12.11 |       |
| 8    | 2    | T46 | Davy Moukagni      | GAB  | 12.90 | SB    |
| –    | 3    | T47 | Ayoub Sadni        | MAR  | DSQ   | R17.8 |

### Finale
| Rang   | Baan | Kl. | Naam                  | Naam | Tijd  | Bijz. |
| ------ | ---- | --- | --------------------- | ---- | ----- | ----- |
| Goud   | 6    | T47 | Petrúcio Ferreira     | BRA  | 10.68 | SB    |
| Zilver | 4    | T47 | Korban Best           | USA  | 10.75 | PB    |
| Brons  | 5    | T47 | Aymane El Haddaoui    | MAR  | 10.78 |       |
| 4      | 3    | T46 | Wang Hao              | CHN  | 10.81 | SB    |
| 5      | 9    | T47 | Washington Júnior     | BRA  | 10.86 |       |
| 6      | 7    | T46 | Raciel González       | CUB  | 10.93 |       |
| 6      | 2    | T46 | Lucas Sousa           | BRA  | 10.93 |       |
| 8      | 8    | T47 | Kudakwashe Chigwedere | ZIM  | 10.95 |       |